# Корчів'я
Корчі́в'я — село в Україні, у Костопільській міській громаді Рівненського району Рівненської області. Населення — 715 осіб.

## Географія
Село розташоване за 40 км від обласного центру та 5 км від адміністративного центру міської громади, на березі річки Замчисько.

## Символіка
Символи затверджені 28 листопада 2024 року рішенням Костопільської міської ради. Автори — А. Гречило та Ю. Терлецький.

### Герб
У золотому полі виходить зелений корч, поверх нього на синій балці — срібний карась.
Зелений корч символічно уособлює назву села (герб є промовистим). Синя смуга означає річку Замчисько, а карась — багатство місцевих водойм. Золото (на прапорі — жовтий колір) є символом сільського господарства та добробуту. Щит увінчано золотою сільською короною з колосків, що вказує на статус села.

### Прапор
Квадратне полотнище, яке складається з трьох горизонтальних смуг — жовтої, синьої та жовтої (співвідношення їхніх ширин рівне — 3:2:3), на жовтих смугах з нижнього краю виходить зелений корч, на синій — білий карась, повернутий до древка.

## Історія
У 1906 році село Підлужанської волості Рівненського повіту Волинської губернії розташовувалося за 43 верств від повітового міста та 5 верст від волості. Налічувалося 22 домогосподарств та 175 мешканців.
22 серпня 1942 року у лісі поблизу села Корчів'я під час німецько-радянської війни та тимчасової окупації окремих територій фашистськими військами розстріляно близько 4 тис. осіб єврейської національності, які перед цим були зібрані окупантами з містечка Степань, сіл Осова, Кричильськ, Корост, Велике Вербче, Волоша, Казимирка та зосереджені у тимчасовому таборі на місці сучасної штучної водойми (става) при в'їзді з боку Костополя[джерело?].

Колишнє погруддя генералу армії, герою Радянського Союзу Миколі Ватутіну (демонтоване у квітні 2015 року)
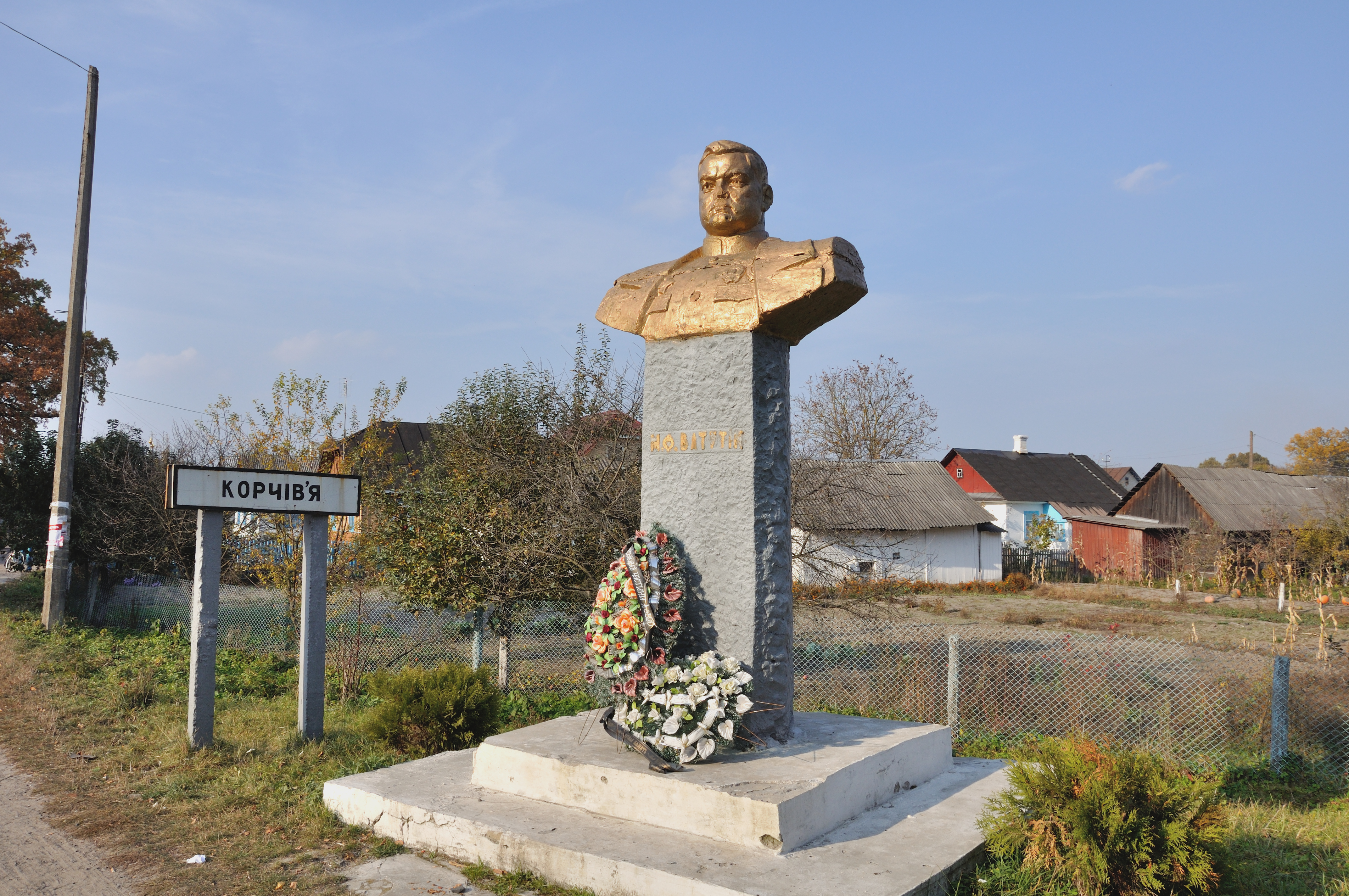
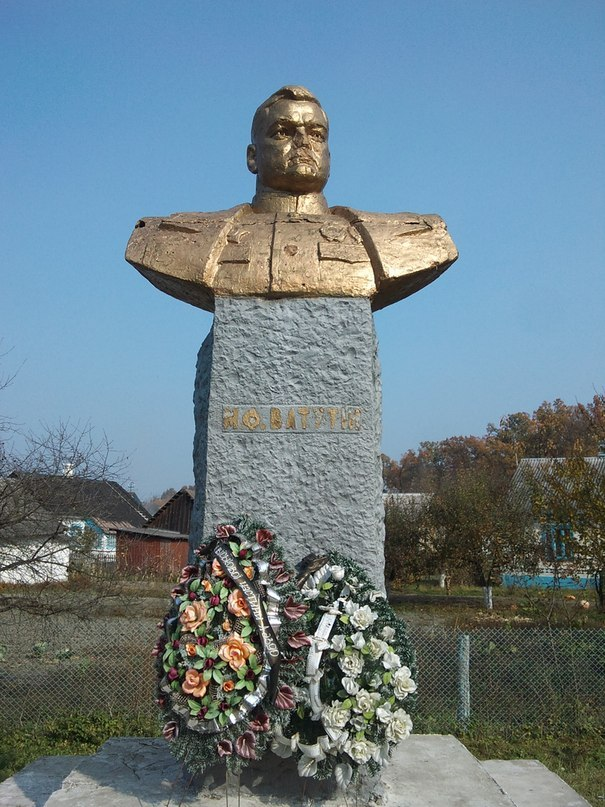

12 червня 2020 року, відповідно до розпорядження Кабінету Міністрів України № 722-р «Про визначення адміністративних центрів та затвердження територій територіальних громад Рівненської області», село увійшло до складу Костопільської міської громади.
19 липня 2020 року, в результаті адміністративно-територіальної реформи та ліквідації Костопільського району, село увійшло до складу новоутвореного Рівненського району.

## Населення
Згідно з переписом УРСР 1989 року чисельність наявного населення села становила 572 особи, з яких 282 чоловіки та 290 жінок.
За переписом населення України 2001 року в селі мешкало 616 осіб.

### Мова
Розподіл населення за рідною мовою за даними перепису 2001 року:
| Мова       | Відсоток |
| ---------- | -------- |
| українська | 98,87 %  |
| російська  | 0,97 %   |
| гагаузька  | 0,16 %   |

## Інфраструктура
В селі діє Корчівська початкова школа, Православна церква України, дві крамниці, сауна[джерело?].